# Анчимаа-Тока, Хертек Амырбитовна
Хертек Амырбитовна Анчимаа-Тока (тув. Хертек Амырбыт кызы Анчымаа-Тока; 1 января 1912 — 4 ноября 2008) — тувинский и советский государственный деятель. Жена Салчака Токи. Первая женщина в мировой истории, бывшая главой государства на избираемой должности.

## Биография
Хертек Анчимаа родилась зимой 1912 года в местечке Коп-Соок (сейчас входит в состав села Кызыл-Даг). В 1918 году эпидемия оспы унесла жизни её отца и сестры. В школе училась на монгольском языке, в 1930 году появилась тувинская письменность, и она одной из первых в стране её освоила (в возрасте 18 лет). Будучи членом Революционного Союза Молодёжи Тувинской Народной Республики, на следующий год она вступила в Тувинскую народно-революционную партию.
Окончила Коммунистический университет трудящихся Востока имени И. В. Сталина в Москве (1935). В годы учёбы занималась искусством, участвовала в записи первой граммофонной пластинки с тувинским народным пением. После возвращения в Туву работала в ЦК Революционного Союза Молодёжи Тувинской Народной Республики. С 1938 года заведующая отделом по работе среди женщин ЦК правящей (и единственной в республике) Тувинской народно-революционной партии.
В 1940 году Хертек Анчимаа стала Председателем Малого Хурала (парламента) Тувинской Народной Республики, тем самым став первой в мире женщиной — главой парламента и юридически государства.
После упразднения независимой Тувы и преобразования её в октябре 1944 года в Тувинскую автономную область в составе РСФСР Хертек Анчимаа-Тока вплоть до 1961 года работала заместителем Председателя Тувинского облисполкома, c 1961 по 1972 — заместителем Председателя Совета Министров Тувинской АССР.
C 1972 года на пенсии. Умерла в возрасте 96 лет.

## Семья
Хертек Анчимаа-Тока была замужем за руководителем ТНР (впоследствии Тувинской автономной области) Салчак Токой. У них было четверо детей. Тувинская филармония до 7 января 2017 года носила имя их сына Виктора, который был её руководителем.

## Факты
- Являлась одной из самых долгоживущих руководителей глав государств и правительств в мире.
- Самый долгоживущий глава правительства и государства в мире среди женщин.
- Самый долгоживущий глава правительства и государства умерший в России, Российской империи и СССР.
- Первая женщина в мире (не монарх), возглавившая (юридически) государство[4].
- До 1981 года была самой молодой руководительницей (среди не коронованных особ) государства в мире (среди женщин).